# مدرسة بيترو ديلا فالي الإيطالية
مدرسة بيترو ديلا فالي الإيطالية هي مدرسة دولية خاصة تقع في طهران، إيران.

## الروابط الخارجية
1. ↑  "Institute" (). Pietro della Valle Italian School. Retrieved on October 18, 2015. نسخة محفوظة 2021-01-23 على موقع واي باك مشين.
2. ↑  "Contacts" (). Pietro Della Valle Italian School. Retrieved on October 18, 2015. "“Pietro della Valle” Italian School of Tehran Farmanieh, Lavassani Ave. n. 47 – 19546 Tehran (Iran) " "نسخة مؤرشفة". مؤرشف من الأصل في 2017-08-03. اطلع عليه بتاريخ 2015-12-12.{{استشهاد ويب}}:  صيانة الاستشهاد: BOT: original URL status unknown (link)

- Pietro della Valle Italian School
- (بالإيطالية) - (بالإسبانية) Pietro della Valle Italian School